# Étude du petit monde
 (février 2020).
Si vous disposez d'ouvrages ou d'articles de référence ou si vous connaissez des sites web de qualité traitant du thème abordé ici, merci de compléter l'article en donnant les références utiles à sa vérifiabilité et en les liant à la section « Notes et références ».
Le « phénomène du petit monde » (appelé aussi effet du petit monde également connu sous le vocable « paradoxe de Milgram » car ses résultats semblent contraires à l'intuition) est l'hypothèse que chacun puisse être relié à n'importe quel autre individu par une courte chaîne de relations sociales. Ce concept reprend, après l'expérience du petit monde, conduite en 1967 par le psychosociologue Stanley Milgram, le concept de « six degrés de séparation », formulé par le Hongrois Frigyes Karinthy en 1929. Celui-ci suggère que deux personnes, choisies au hasard parmi les citoyens américains, sont reliées en moyenne par une chaîne de six relations. En revanche, après plus de trente ans, le statut de cette idée comme description de réseaux sociaux hétérogènes reste une question ouverte. Des études sont encore menées actuellement sur le « petit monde », avec notamment le modèle mathématique de réseau « petit monde ».

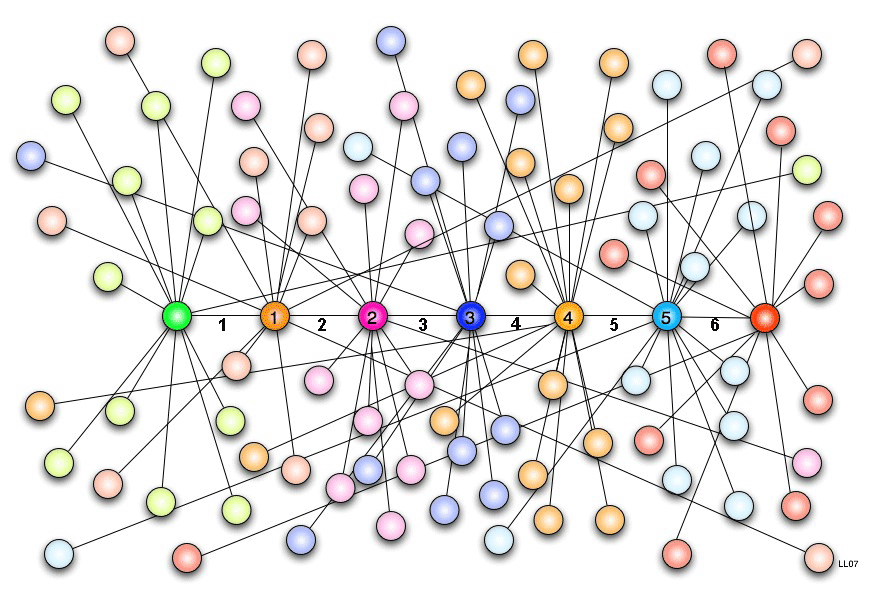
Les six degrés de séparation.

## Expérience menée par Milgram
Ne pas confondre avec l'expérience de Milgram en psychologie sociale.
Selon l’article de Milgram publié en 1967, la procédure était la suivante : 
« Chaque personne qui s'est portée volontaire pour servir de personne de départ a reçu un dossier contenant un document, qui a servi d'outil principal à l'enquête. Brièvement, le document contient :
1. Le nom de la personne cible ainsi que certaines informations la concernant. Cela permet d'orienter les participants vers un individu spécifique.
2. Un ensemble de règles pour atteindre la personne cible. La règle qui est probablement la plus importante est la suivante : « Si vous ne connaissez pas personnellement la personne visée, ne tentez pas de la contacter directement. Au lieu de cela, envoyez cette lettre à une personne que vous connaissez personnellement et qui est plus susceptible que vous de connaître la personne visée... il doit s'agir d'une personne que vous connaissez par son prénom. » Cette règle met le document en mouvement, le faisant passer d'un participant à l'autre, jusqu'à ce qu'il soit envoyé à quelqu'un qui connaît la personne cible.
3. Une liste sur laquelle chaque personne de la chaîne écrit son nom. Cela permet à la personne qui reçoit le dossier de savoir exactement qui le lui a envoyé. La liste a également un autre effet pratique : elle évite que le dossier ne tourne en boucle entre les participants qui ont déjà servi de maillons dans la chaîne, car chaque participant peut voir exactement quelle séquence de personnes a abouti à sa propre participation.

En plus du document, le dossier contient 15 cartes-réponses professionnelles, ou cartes « traceurs ». Chaque personne qui reçoit le dossier prend une carte, la remplit, nous la renvoie et envoie les cartes restantes avec le document au lien suivant. »
L’article de 1967 mentionne deux études, l’une (désignée comme « étude du Kansas ») impliquant des personnes résidant dans la ville de Wichita dans le Kansas et l’autre (désignée comme « étude du Nébraska ») des habitants d'Omaha, dans le Nebraska. Pour les premiers, la personne cible était l’épouse d’un étudiant en théologie de Cambridge (une ville de la banlieue de Boston qui accueille le Massachusetts Institute of Technology et l’université Harvard, les deux institutions impliquées dans les expériences). Pour les seconds, la personne cible était un agent de change travaillant à Boston et résidant à Sharon, une autre ville de la banlieue de Boston. Pour la seconde étude, une population additionnelle a été sollicitée à Boston même. L’article ne mentionne pas le nombre de chaînes amorcées dans la première étude, mais seulement 145 participants (ce qui inclut les intermédiaires). Pour la seconde étude l’article évoque 160 chaines amorcées, dont 44 ont atteint leur but (plus 20 provenant de l’enquête additionnelle pour laquelle on ne dispose pas du nombre de chaînes amorcées, que l’on peut estimer cependant à 136 puisqu’un autre article de Milgram coécrit avec Jeffrey Travers et publié en 1969 mentionne 296 participants pour la seule étude du Nebraska). L’article évoque des calculs d’Harrison White pour estimer la longueur des chaînes en tenant compte de celles qui ne sont pas arrivées à destination. Un autre article de 1969 cosigné avec Jeffrey Travers décrit l’enquête du Nebraska et l’enquête additionnelle de Boston comme une même étude. Il est rédigé de façon plus systématique que l’article de 1967.

### Critiques
Une des difficultés dans la conduite de ces études tient à la supposition que les gens dans la chaîne sont compétents pour découvrir le lien entre les deux personnes servant de terminaux.
S'il y avait des doutes sur le fait que le monde entier soit un petit monde, il y a peu de doutes qu'il y ait beaucoup de petits mondes dans le monde global : depuis les chaînes dans l'université de l'État du Michigan jusqu'à celles du monde très uni de la communauté juive de Montréal.
Les recherches originales de Milgram ont été critiquées sur de nombreux points. Elles étaient conduites au travers de larges populations plutôt que sur des groupes restreints et habitués à collaborer tels que les mathématiciens ou les acteurs (cf. infra). Dans deux expériences ultérieures, le taux de succès (établissement de la chaîne) fut si faible que les résultats n'ont pas été publiés.

### Observations
Des chercheurs ont montré que beaucoup de facteurs ténus peuvent modifier profondément les résultats d'une expérience de petit monde. Les études essayant de relier des gens de groupes ethniques ou de revenus différents montrent des asymétries significatives. Milgram lui-même a coécrit un article qui révèle un taux de réussite de 13 % lorsque la cible est de type africain et de 33 % pour le type caucasien, et ce, en dépit du fait que les participants ignorent l'ethnie du destinataire.
Malgré ces complications, une série de nouvelles découvertes émergèrent des recherches de Milgram. Après de nombreuses améliorations du protocole (la valeur perçue de la lettre est un facteur prépondérant dans la motivation des intervenants à la faire passer ou non), Milgram fut à même d'atteindre un taux de réussite de 35 %, et des chercheurs ultérieurs atteignirent 97 %.
À partir des chaînes ayant atteint leur destinataire, on constata que le nombre de cinq intermédiaires se dégageait. De cette constatation naquit l'expression « six degrés de séparation ». En plus, Milgram identifia un effet d'« entonnoir » par lequel la plupart des propagations étaient le fait d'un petit nombre de personnes ou étoiles qui avaient une connectivité nettement supérieure à la moyenne. Même dans l'étude pilote, Milgram constata que deux des trois chaînes avaient utilisé les mêmes personnes.

## Mathématiciens et acteurs
On a constaté que de plus petites communautés, comme  celles des mathématiciens ou des acteurs, sont fortement connectées par des chaînes personnelles ou d'associations professionnelles. Les mathématiciens ont créé le nombre d'Erdős pour décrire la distance depuis Paul Erdős, en se basant sur les publications communes. Un exercice semblable a été réalisé avec l'acteur Kevin Bacon pour les acteurs jouant dans les mêmes films.
On a constaté que le nombre de degrés de séparation de deux acteurs quelconques de Hollywood était rendu extrêmement faible en raison de la présence de seconds rôles dans un très grand nombre de films.

## Influence

### Médiatique
L'ouvrage The Tipping Point (le point de bascule, de déclenchement, de saturation) de Malcolm Gladwell, basé sur des articles publiés à l'origine dans The New Yorker, élabore le concept  d'« entonnoir » (« funneling »).
Gladwell allègue que le phénomène des six degrés dépend d'extraordinairement peu de gens (les « connecteurs ») qui ont de larges réseaux de contacts et d'amis : ces points de convergence servent d'intermédiaires entre la grande majorité d'individus faiblement reliés.
Des travaux portant sur les effets du phénomène du petit monde dans la propagation des épidémies montrent, en revanche, qu'à cause de la nature fortement reliée des réseaux sociaux pris comme un tout, retirer ces points de convergences d'une population n'a généralement que peu d'effet sur la longueur moyenne des chemins dans les graphes.

### Modélisation de réseaux
En 1998, Duncan J. Watts et Steven H. Strogatz, tous deux du département de mécanique théorique et appliquée de l'université Cornell, ont publié le premier modèle de réseaux, dit modèle de Watts–Strogatz, concernant le phénomène du petit monde, c'est-à-dire un réseau « petit monde » (Small-world Network). Ils montrent que les réseaux des mondes naturel et artificiel comme les réseaux neuronaux des Caenorhabditis elegans et les réseaux électriques présentent les caractéristiques des petits mondes. Watts et Strogatz ont montré que, en commençant avec un treillis régulier, l'addition de quelques liens au hasard réduit la longueur du chemin direct entre deux nœuds depuis « très long » vers « très court ». Cette recherche tire son origine des efforts de Watts pour comprendre les stridulations des criquets. Ceux-ci montrent un grand degré de coordination sur de grandes distances comme si ces insectes étaient guidés par un conducteur invisible. Le modèle mathématique développé par Watts et Strogatz pour expliquer ce phénomène a été appliqué depuis dans une large gamme de champs d'application. À ce propos, Watts s’exprime en ces termes :
« Je pense avoir été contacté par quelqu’un à peu près dans tous les domaines hormis la littérature anglaise. J'ai des lettres de mathématiciens, de physiciens, de biochimistes, de neurophysiologistes, d'épidémiologistes, d'économistes, de sociologues; de gens du marketing, des systèmes d'information, d'ingénieurs civils, ainsi que d'une entreprise d'affaires qui utilise le concept de petit monde à des fins de mise en réseaux sur Internet. »
De manière générale, leur modèle démontre le bien-fondé de l'observation du sociologue Mark Granovetter qui indique que c'est la solidité des liens faibles qui tient ensemble les réseaux sociaux. De nombreux autres modèles ont depuis été proposés pour générer des réseaux avec l'effet du petit monde, parmi lesquels un des plus cités est celui de Jon Kleinberg. Néanmoins, le sujet reste un cas d'étude dans le domaine des réseaux complexes.
À un niveau mathématique, l'effet petit monde a deux particularités :
- la distance moyenne entre deux nœuds est proportionnelle au logarithme du nombre de nœuds, ce qui est par exemple le cas dans des graphes aléatoires ;
- un grand nombre de structures sont proches de cliques, c'est-à-dire que les voisins d'un sommet donné seront souvent connectés entre eux. Cet effet n'est absolument pas présent dans les graphes aléatoires.

La particularité des modèles pour les petits mondes est ainsi la distance moyenne faible et les structures proches de cliques. Les modèles qui les génèrent ont suscité un grand enthousiasme en montrant que, pour une structure où la distance moyenne est proportionnelle au nombre de nœuds, tel un treillis, il suffisait de modifier quelques arêtes pour faire chuter fortement cette distance tout en conservant l'essentiel des cliques. Ce modèle a également été étudié dans des réseaux « sans échelle », où le nombre de connexions entre deux nœuds peut différer de plusieurs ordres de grandeur.
En informatique, le phénomène des petits mondes (sous une autre désignation) est utilisé dans la conception de réseaux de pair à pair sécurisé, pour de nouveaux algorithmes de routage pour Internet et les réseaux sans fil, et dans la recherche d'algorithmes pour toutes sortes de réseaux de communication.

## Divers
Les modèles du petit monde ont été considérés comme l'une des 25 grandes idées qui ont changé le monde par l'historien des sciences Robert Matthews.
En novembre 2011, Facebook publie, en partenariat avec l'Università degli Studi di Milano, une étude traitant, en partie, du sujet du petit monde. Celle-ci est basée sur un échantillon de 721 millions de personnes (soit l'ensemble des utilisateurs du réseau social, à cette époque). On y apprend que, désormais, chaque personne est reliée en moyenne par une chaîne de 4,74 relations à n'importe quelle autre.